# Chronologie des opéras français des XVIIe et XVIIIe siècles

Les historiens du théâtre et de la musique ont pris l'habitude, dès le début du XVIIIe siècle, de numéroter les œuvres (essentiellement les tragédies lyriques et les ballets) représentées sur la scène de l'Académie royale de musique selon l'ordre chronologique de leur création.
Ainsi on trouve dans le Dictionnaire portatif des théâtres d'Antoine de Léris, des mentions telles que : « Armide, 19e Opéra » ou « Castor et Pollux, 128e Opéra ».
En voici la liste exhaustive jusqu'à la fin du XVIIIe siècle.
| N°  | Première représentation | Titre                                    | Nombre d'actes ou genre    | Librettiste                              | Compositeur                      |
| --- | ----------------------- | ---------------------------------------- | -------------------------- | ---------------------------------------- | -------------------------------- |
| 1   | 19 mars 1671            | Pomone                                   | pastorale en 5 actes       | Pierre Perrin                            | Robert Cambert                   |
| 2   | 8 avril 1672            | Les Peines et les Plaisirs de l'amour    | pastorale-opéra en 5 actes | Gabriel Gilbert                          | Robert Cambert                   |
| 3   | 15 novembre 1672        | Les Fêtes de l'Amour et de Bacchus       | pastorale                  | Philippe Quinault                        | Jean-Baptiste Lully              |
| 4   | 1er février 1673        | Cadmus et Hermione                       | 5 actes                    | Philippe Quinault                        | Jean-Baptiste Lully              |
| 5   | 2 janvier 1674          | Alceste ou le Triomphe d'Alcide          | 5 actes                    | Philippe Quinault                        | Jean-Baptiste Lully              |
| 6   | 11 janvier 1675         | Thésée                                   | 5 actes                    | Philippe Quinault                        | Jean-Baptiste Lully              |
| 7   | 17 octobre 1675         | Le Carnaval                              | ballet                     | Quinault, Molière et Benserade           | Jean-Baptiste Lully              |
| 8   | 10 janvier 1676         | Atys                                     | 5 actes                    | Philippe Quinault                        | Jean-Baptiste Lully              |
| 9   | 5 janvier 1677          | Isis                                     | 5 actes                    | Philippe Quinault                        | Jean-Baptiste Lully              |
| 10  | 9 avril 1678            | Psyché                                   | 5 actes                    | Thomas Corneille et Fontenelle           | Jean-Baptiste Lully              |
| 11  | 28 janvier 1679         | Bellérophon                              | 5 actes                    | Thomas Corneille et Fontenelle           | Jean-Baptiste Lully              |
| 12  | 16 novembre 1680        | Proserpine                               | 5 actes                    | Philippe Quinault                        | Jean-Baptiste Lully              |
| 13  | 16 mai 1681             | Le Triomphe de l'Amour et de Bacchus     | ballet                     | Quinault et Benserade                    | Jean-Baptiste Lully              |
| 14  | 17 avril 1682           | Persée                                   | 5 actes                    | Philippe Quinault                        | Jean-Baptiste Lully              |
| 15  | 6 janvier 1683          | Phaëton                                  | 5 actes                    | Philippe Quinault                        | Jean-Baptiste Lully              |
| 16  | 15 janvier 1684         | Amadis                                   | 5 actes                    | Philippe Quinault                        | Jean-Baptiste Lully              |
| 17  | 8 février 1685          | Roland                                   | 5 actes                    | Philippe Quinault                        | Jean-Baptiste Lully              |
| 18  | 12 septembre 1685       | Le Temple de la paix                     | ballet                     | Philippe Quinault                        | Jean-Baptiste Lully              |
| 19  | 15 février 1686         | Armide                                   | 5 actes                    | Philippe Quinault                        | Jean-Baptiste Lully              |
|     | 10 février 1687         | Celse martyr (perdu)                     | 5 actes                    | François de Paule Bretonneau             | Marc-Antoine Charpentier         |
| 20  | 19 septembre 1686       | Acis et Galatée                          | 3 actes                    | Jean Galbert de Campistron               | Jean-Baptiste Lully              |
| 21  | 7 novembre 1687         | Achille et Polixène                      | 5 actes                    | Jean Galbert de Campistron               | Lully et Collasse                |
|     | 28 février              | David et Jonathas                        | 5 actes                    | François de Paule Bretonneau             | Marc-Antoine charpentier         |
| 22  | 22 mars 1688            | Zéphire et Flore                         | 3 actes                    | Michel Duboullay                         | Louis et Jean-Louis Lully        |
| 23  | 16 janvier 1689         | Thétis et Pélée                          | 5 actes                    | Fontenelle                               | Pascal Collasse                  |
| 24  | 8 avril 1690            | Orphée                                   | 3 actes                    | Michel Duboullay                         | Louis Lully                      |
| 25  | 16 décembre 1690        | Énée et Lavinie                          | 5 actes                    | Fontenelle                               | Pascal Collasse                  |
| 26  | 23 mars 1691            | Coronis                                  | 3 actes                    | Chappuzeau de Baugé                      | Theobalde                        |
| 27  | 28 novembre 1691        | Astrée                                   | 5 actes                    | Jean de La Fontaine                      | Pascal Collasse                  |
| 28  | 1er septembre 1692      | Ballet de Villeneuve-Saint-Georges       | opéra-ballet               | Banzy                                    | Pascal Collasse                  |
| 29  | 3 février 1693          | Alcide                                   | 5 actes                    | Jean Galbert de Campistron               | Louis Lully et Marin Marais      |
| 30  | 5 juin 1693             | Didon                                    | 5 actes                    | Mme de Saintonge                         | Henry Desmarest                  |
| 31  | 4 décembre 1693         | Médée                                    | 5 actes                    | Thomas Corneille                         | Marc-Antoine Charpentier         |
| 32  | 15 mars 1694            | Céphale et Procris                       | 5 actes                    | Duché de Vancy                           | Élisabeth Jacquet de La Guerre   |
| 33  | 1er octobre 1694        | Circé                                    | 5 actes                    | Mme de Saintonge                         | Henry Desmarest                  |
| 34  | 3 février 1695          | Théagène et Chariclée                    | 5 actes                    | Duché de Vancy                           | Henry Desmarest                  |
| 35  | 25 mai 1695             | Les Amours de Momus                      | opéra-ballet               | Duché de Vancy                           | Henry Desmarest                  |
| 36  | 18 octobre 1695         | Les Saisons                              | opéra-ballet               | Jean Pic                                 | Pascal Colasse                   |
| 37  | 17 janvier 1696         | Jason ou la Toison d'or                  | 5 actes                    | Jean-Baptiste Rousseau                   | Pascal Collasse                  |
| 38  | 8 mars 1696             | Ariane et Bacchus                        | 5 actes                    | Mme de Saint-Jean                        | Marin Marais                     |
| 39  | 1er mai 1696            | La Naissance de Vénus                    | 5 actes                    | Jean Pic                                 | Pascal Collasse                  |
| 40  | 13 janvier 1697         | Méduse                                   | 5 actes                    | Claude Boyer                             | Charles Hubert Gervais           |
| 41  | 17 mars 1697            | Vénus et Adonis                          | 5 actes                    | Jean-Baptiste Rousseau                   | Henry Desmarest                  |
| 42  | 9 juin 1697             | Aricie                                   | 5 actes                    | Jean Pic                                 | Louis de Lacoste                 |
| 43  | 24 octobre 1697         | L'Europe galante                         | opéra-ballet               | Antoine Houdar de La Motte               | André Campra                     |
| 44  | 17 décembre 1697        | Issé                                     | pastorale                  | Antoine Houdar de La Motte               | André-Cardinal Destouches        |
| 45  | 10 mai 1698             | Les Fêtes galantes                       | opéra-ballet               | Duché de Vancy                           | Henry Desmarest                  |
| 46  | 28 février 1699         | Le Carnaval de Venise                    | opéra-ballet               | Jean-François Regnard                    | André Campra                     |
| 47  | 26 mars 1699            | Amadis de Grèce                          | 5 actes                    | Antoine Houdar de La Motte               | André-Cardinal Destouches        |
| 48  | 29 novembre 1699        | Marthésie                                | 5 actes                    | Antoine Houdar de La Motte               | André-Cardinal Destouches        |
| 49  | 16 mai 1700             | Le Triomphe des arts                     | opéra-ballet               | Antoine Houdar de La Motte               | Michel de La Barre               |
| 50  | 4 novembre 1700         | Canente                                  | 5 actes                    | Antoine Houdar de La Motte               | Pascal Collasse                  |
| 51  | 21 décembre 1700        | Hésione                                  | 5 actes                    | Antoine Danchet                          | André Campra                     |
| 52  | 14 juillet 1701         | Aréthuse                                 | opéra-ballet               | Antoine Danchet                          | André Campra                     |
| 53  | 16 septembre 1701       | Sylla                                    | 5 actes                    | Duché de Vancy                           | Theobalde                        |
| 54  | 10 novembre 1701        | Omphale                                  | 5 actes                    | Antoine Houdar de La Motte               | André-Cardinal Destouches        |
| 55  | 23 juillet 1702         | Médus, roi des Mèdes                     | 5 actes                    | Lagrange-Chancel                         | François Bouvard                 |
| 56  | 10 septembre 1702       | Les Fragments de Lully                   | opéra-ballet               | Antoine Danchet                          | André Campra                     |
| 57  | 7 novembre 1702         | Tancrède                                 | 5 actes                    | Antoine Danchet                          | André Campra                     |
| 58  | 23 janvier 1703         | Ulysse et Pénélope                       | 5 actes                    | Henri Guignard                           | Jean-Féry Rebel                  |
| 59  | 28 octobre 1703         | Les Muses                                | opéra-ballet               | Antoine Danchet                          | André Campra                     |
| 60  | 27 décembre 1703        | Le Carnaval et la folie                  | opéra-ballet               | Antoine Houdar de La Motte               | André-Cardinal Destouches        |
| 61  | 6 mai 1704              | Iphigénie en Tauride                     | 5 actes                    | Danchet et Duché de Vancy                | Campra et Desmarest              |
| 62  | 11 novembre 1704        | Télémaque                                | 5 actes                    | Antoine Danchet                          | André Campra                     |
| 63  | 15 janvier 1705         | Alcine                                   | 5 actes                    | Antoine Danchet                          | André Campra                     |
| 64  | 26 mai 1705             | La Vénitienne                            | opéra-ballet               | Antoine Houdar de La Motte               | Michel de La Barre               |
| 65  | 20 octobre 1705         | Philomèle                                | 5 actes                    | Pierre-Charles Roy                       | Louis de Lacoste                 |
| 66  | 18 février 1706         | Alcyone                                  | 5 actes                    | Antoine Houdar de La Motte               | Marin Marais                     |
| 67  | 22 juin 1706            | Cassandre                                | 5 actes                    | Lagrange-Chancel                         | Bouvard et Bertin de la Doué     |
| 68  | 21 octobre 1706         | Polixène et Pyrrhus                      | 5 actes                    | Jean-Louis-Ignace de La Serre            | Pascal Collasse                  |
| 69  | 2 mai 1707              | Bradamante                               | 5 actes                    | Pierre-Charles Roy                       | Louis de La Coste                |
| 70  | 6 mars 1708             | Hippodamie                               | 5 actes                    | Pierre-Charles Roy                       | André Campra                     |
| 71  | 9 avril 1709            | Sémélé                                   | 5 actes                    | Antoine Houdar de La Motte               | Marin Marais                     |
| 72  | 24 mai 1709             | Méléagre                                 | 5 actes                    | François-Antoine Jolly                   | Jean-Baptiste Stuck              |
| 73  | 28 avril 1710           | Diomède                                  | 5 actes                    | Jean-Louis-Ignace de La Serre            | Toussaint Bertin de la Doué      |
| 74  | 17 juin 1710            | Les Fêtes vénitiennes                    | opéra-ballet               | Antoine Danchet                          | André Campra                     |
| 75  | 29 janvier 1711         | Manto la fée                             | 5 actes                    | Mennesson                                | Jean-Baptiste Stuck              |
| 76  | 12 janvier 1712         | Idoménée                                 | 5 actes                    | Antoine Danchet                          | André Campra                     |
| 77  | 5 avril 1712            | Créüse l'Athénienne                      | 5 actes                    | Pierre-Charles Roy                       | Louis de Lacoste                 |
| 78  | 7 septembre 1712        | Les Amours de Mars et de Vénus           | opéra-ballet               | Antoine Danchet                          | André Campra                     |
| 79  | 27 décembre 1712        | Callirhoé                                | 5 actes                    | Pierre-Charles Roy                       | André-Cardinal Destouches        |
| 80  | 24 avril 1713           | Médée et Jason                           | 5 actes                    | Simon-Joseph Pellegrin                   | Joseph-François Salomon          |
| 81  | 22 août 1713            | Les Amours déguisés                      | opéra-ballet               | Louis Fuzelier                           | Thomas-Louis Bourgeois           |
| 82  | 23 novembre 1713        | Télèphe                                  | 5 actes                    | Antoine Danchet                          | André Campra                     |
| 83  | 10 avril 1714           | Arion                                    | 5 actes                    | Louis Fuzelier                           | Jean-Baptiste Matho              |
| 84  | 14 août 1714            | Les Fêtes de Thalie                      | opéra-ballet               | Joseph de La Font                        | Jean-Joseph Mouret               |
| 85  | 20 novembre 1714        | Télémaque (ou Calypso)                   | 5 actes                    | Simon-Joseph Pellegrin                   | André-Cardinal Destouches        |
| 86  | 29 avril 1715           | Les Plaisirs de la paix                  | opéra-ballet               | Mennesson                                | Thomas-Louis Bourgeois           |
| 87  | 3 décembre 1715         | Théonoé                                  | 5 actes                    | Antoine de Larocque                      | Joseph-François Salomon          |
| 88  | 20 avril 1716           | Ajax                                     | 5 actes                    | Mennesson                                | Toussaint Bertin de la Doué      |
| 89  | 12 juin 1716            | Les Fêtes de l'été                       | opéra-ballet               | Simon-Joseph Pellegrin                   | Michel Pignolet de Montéclair    |
| 90  | 3 novembre 1716         | Hypermnestre                             | 5 actes                    | Joseph de La Font                        | Charles Hubert Gervais           |
| 91  | 6 avril 1717            | Ariane et Thésée                         | 5 actes                    | Lagrange-Chancel et Roy                  | Jean-Joseph Mouret               |
| 92  | 9 novembre 1717         | Camille, reine des Volsques              | 5 actes                    | Antoine Danchet                          | André Campra                     |
| 93  | 14 juin 1718            | Le Jugement de Pâris                     | pastorale                  | Simon-Joseph Pellegrin                   | Toussaint Bertin de la Doué      |
| 94  | 9 octobre 1718          | Les Âges                                 | opéra-ballet               | Louis Fuzelier                           | André Campra                     |
| 95  | 4 décembre 1718         | Sémiramis                                | 5 actes                    | Pierre-Charles Roy                       | André-Cardinal Destouches        |
| 96  | 10 août 1719            | Les Plaisirs de la campagne              | opéra-ballet               | Simon-Joseph Pellegrin                   | Toussaint Bertin de la Doué      |
| 97  | 15 février 1720         | Polydore                                 | 5 actes                    | Jean-Louis-Ignace de La Serre            | Jean-Baptiste Stuck              |
| 98  | 16 mai 1720             | Les Amours de Protée                     | 5 actes                    | Joseph de La Font                        | Charles Hubert Gervais           |
| 99  | 5 mars 1722             | Renaud, ou la Suite d'Armide             | 5 actes                    | Simon-Joseph Pellegrin                   | Henry Desmarest                  |
| 100 | 26 janvier 1723         | Pirithoüs                                | 5 actes                    | Jean-Louis-Ignace de La Serre            | Jean-Joseph Mouret               |
| 101 | 13 juillet 1723         | Les Fêtes grecques et romaines           | opéra-ballet               | Louis Fuzelier                           | François Colin de Blamont        |
| 102 | 10 avril 1725           | La Reine des Péris                       | 5 actes                    | Louis Fuzelier                           | Jacques Aubert                   |
| 103 | 29 mai 1725             | Les Éléments                             | opéra-ballet               | Pierre-Charles Roy                       | de Lalande et Destouches         |
| 104 | 6 novembre 1725         | Télégone                                 | 5 actes                    | Simon-Joseph Pellegrin                   | Louis de Lacoste                 |
| 105 | 28 mars 1726            | Les Stratagèmes de l'amour               | 5 actes                    | Pierre-Charles Roy                       | André-Cardinal Destouches        |
| 106 | 17 octobre 1726         | Pyrame et Thisbé                         | 5 actes                    | Jean-Louis-Ignace de La Serre            | Rebel et Francœur                |
| 107 | 14 septembre 1727       | Les Amours des dieux                     | opéra-ballet               | Louis Fuzelier                           | Jean-Joseph Mouret               |
| 108 | 17 février 1728         | Orion                                    | 5 actes                    | Lafont et Pellegrin                      | Louis de Lacoste                 |
| 109 | 20 juillet 1728         | La Princesse d'Élide                     | opéra-ballet               | Simon-Joseph Pellegrin                   | Alexandre de Villeneuve          |
| 110 | 19 octobre 1728         | Tarsis et Zélie                          | 5 actes                    | Jean-Louis-Ignace de La Serre            | Rebel et Francœur                |
| 111 | 9 août 1729             | Les Amours des déesses                   | opéra-ballet               | Louis Fuzelier                           | Jean-Baptiste-Maurice Quinault   |
| 112 | 26 octobre 1730         | Pyrrhus                                  | 5 actes                    | Fermelhuis                               | Joseph Nicolas Pancrace Royer    |
| 113 | 17 mai 1731             | Endymion                                 | 5 actes                    | Bernard Le Bouyer de Fontenelle          | François Colin de Blamont        |
| 114 | 28 février 1732         | Jephté                                   | 5 actes                    | Simon-Joseph Pellegrin                   | Michel Pignolet de Montéclair    |
| 115 | 5 juin 1732             | Les Sens                                 | opéra-ballet               | Pierre-Charles Roy                       | Jean-Joseph Mouret               |
| 116 | 6 novembre 1732         | Biblis                                   | 5 actes                    | Fleury                                   | Louis de Lacoste                 |
| 117 | 14 avril 1733           | L'Empire de l'amour                      | 5 actes                    | François-Augustin de Paradis de Moncrif  | René de Galard de Béarn Brassac  |
| 118 | 1er octobre 1733        | Hippolyte et Aricie                      | 5 actes                    | Simon-Joseph Pellegrin                   | Jean-Philippe Rameau             |
| 119 | 22 juillet 1734         | Les Fêtes nouvelles                      | opéra-ballet               | Jean-Baptiste Massip                     | Duplessis (le cadet)             |
| 120 | 24 février 1735         | Achille et Déidamide                     | 5 actes                    | Antoine Danchet                          | André Campra                     |
| 121 | 5 mai 1735              | Les Grâces                               | opéra-ballet               | Pierre-Charles Roy                       | Jean-Joseph Mouret               |
| 122 | 23 août 1735            | Les Indes galantes                       | opéra-ballet               | Louis Fuzelier                           | Jean-Philippe Rameau             |
| 123 | 27 octobre 1735         | Scanderberg                              | 5 actes                    | La Motte et La Serre                     | Rebel et Francœur                |
| 124 | 3 mai 1736              | Les Voyages de l'amour                   | opéra-ballet               | Charles-Antoine Leclerc de La Bruère     | Joseph Bodin de Boismortier      |
| 125 | 23 août 1736            | Les Romans                               | opéra-ballet               | Michel de Bonneval                       | Jean-Baptiste Niel               |
| 126 | 18 octobre 1736         | Les Génies élémentaires                  | opéra-ballet               | Fleury                                   | Mlle Duval                       |
| 127 | 9 mai 1737              | Le Triomphe de l'harmonie                | opéra-ballet               | Jean-Jacques Lefranc de Pompignan        | François Lupien Grenet           |
| 128 | 24 août 1737            | Castor et Pollux                         | 5 actes                    | Pierre Joseph Bernard                    | Jean-Philippe Rameau             |
| 129 | 15 avril 1738           | Les Caractères de l'amour                | opéra-ballet               | Simon-Joseph Pellegrin et d'autres       | François Colin de Blamont        |
| 130 | 29 mai 1738             | La Paix                                  | opéra-ballet               | Pierre-Charles Roy                       | Rebel et Francœur                |
| 131 | 1er janvier 1739        | Les Amours du printemps                  | ballet                     | Michel de Bonneval                       | François Colin de Blamont        |
| 132 | 21 mai 1739             | Les Fêtes d'Hébé                         | opéra-ballet               | Antoine-César Gautier de Montdorge       | Jean-Philippe Rameau             |
| 133 | 3 septembre 1739        | Zaïde, reine de Grenade                  | opéra-ballet               | Abbé de La Marre                         | Joseph Nicolas Pancrace Royer    |
| 134 | 19 novembre 1739        | Dardanus                                 | 5 actes                    | Charles-Antoine Leclerc de La Bruère     | Jean-Philippe Rameau             |
| 135 | 11 avril 1741           | Nitétis                                  | 5 actes                    | Jean-Louis-Ignace de La Serre            | Charles-Louis Mion               |
| 136 | 31 décembre 1741        | Le Temple de Gnide                       | pastorale                  | Pierre-Charles Roy                       | Jean-Joseph Mouret               |
| 137 | 30 janvier 1742         | Les Amours de Ragonde                    | opéra-ballet               | Philippe Néricault Destouches            | Jean-Joseph Mouret               |
| 138 | 10 avril 1742           | Isbé                                     | 5 actes                    | Henri-François de La Rivière             | Cassanéa de Mondonville          |
| 139 | 12 février 1743         | Don Quichotte chez la duchesse           | opéra-ballet               | Charles-Simon Favart                     | Joseph Bodin de Boismortier      |
| 140 | 23 avril 1743           | Le Pouvoir de l'amour                    | opéra-ballet               | Charles-Hugues Le Febvre de Saint-Marc   | Joseph Nicolas Pancrace Royer    |
| 141 | 20 août 1743            | Les Caractères de la folie               | opéra-ballet               | Charles Pinot Duclos                     | Bernard de Bury                  |
| 142 | 11 juin 1744            | L'École des amants                       | opéra-ballet               | Louis Fuzelier                           | Jean-Baptiste Niel               |
| 143 | 15 novembre 1744        | Les Augustales                           | prologue                   | Pierre-Charles Roy                       | Rebel et Francœur                |
| 144 | 15 janvier 1745         | La Félicité                              | ballet                     | Pierre-Charles Roy                       | Rebel et Francœur                |
| 145 | 17 mars 1745            | Zélindor, roi des Sylphes                | ballet                     | François-Augustin de Paradis de Moncrif  | Rebel et Francœur                |
| 146 | 31 mars 1745            | Platée                                   | ballet                     | Jacques Autreau                          | Jean-Philippe Rameau             |
| 147 | 12 octobre 1745         | Les Fêtes de Polymnie                    | opéra-ballet               | Louis de Cahusac                         | Jean-Philippe Rameau             |
| 148 | 27 novembre 1745        | Le Temple de la Gloire                   | opéra-ballet               | Voltaire                                 | Jean-Philippe Rameau             |
| 149 | 11 décembre 1745        | Jupiter vainqueur des Titans             | 5 actes                    | Michel de Bonneval                       | Colin de Blamont et Bury         |
| 150 | 4 octobre 1746          | Scylla et Glaucus                        | 5 actes                    | d'Albaret                                | Jean-Marie Leclair               |
| 151 | 13 février 1747         | L'Année galante                          | opéra-ballet               | Pierre-Charles Roy                       | Charles-Louis Mion               |
| 152 | 15 mars 1747            | Les Fêtes de l'Hymen et de l'Amour       | opéra-ballet               | Louis de Cahusac                         | Jean-Philippe Rameau             |
| 153 | 28 septembre 1747       | Daphnis et Chloé                         | opéra-ballet               | Pierre Laujon                            | Joseph Bodin de Boismortier      |
| 154 | 29 février 1748         | Zaïs                                     | pastorale                  | Louis de Cahusac                         | Jean-Philippe Rameau             |
| 155 | 27 août 1748            | Pygmalion                                | ballet                     | La Motte et Ballot de Sauvot             | Jean-Philippe Rameau             |
| 156 | 22 avril 1749           | Naïs                                     | opéra-ballet               | Louis de Cahusac                         | Jean-Philippe Rameau             |
| 157 | 23 septembre 1749       | Le Carnaval du Parnasse                  | opéra-ballet               | Louis Fuzelier                           | Cassanéa de Mondonville          |
| 158 | 5 décembre 1749         | Zoroastre                                | 5 actes                    | Louis de Cahusac                         | Jean-Philippe Rameau             |
| 159 | 5 mai 1750              | Léandre et Héro                          | 5 actes                    | Jean-Jacques Lefranc de Pompignan        | Brassac                          |
| 160 | 28 août 1750            | Les Fragments                            | 3 entrées                  | François-Augustin de Paradis de Moncrif  | Royer, Rebel et Francœur         |
| 161 | 18 février 1751         | Les Nouveaux Fragments                   | 3 entrées                  |                                          |                                  |
| 162 | 21 septembre 1751       | La Guirlande                             | ballet                     | Jean-François Marmontel                  | Jean-Philippe Rameau             |
| 163 | 21 septembre 1751       | Les Génies tutélaires                    | 1 acte                     | François-Augustin de Paradis de Moncrif  | Rebel et Francœur                |
| 164 | 19 novembre 1751        | Acanthe et Céphise                       | pastorale                  | Jean-François Marmontel                  | Jean-Philippe Rameau             |
| 165 | 7 novembre 1752         | Les Amours de Tempé                      | opéra-ballet               | Louis de Cahusac                         | Antoine Dauvergne                |
| 166 | 9 janvier 1753          | Titon et l'Aurore                        | pastorale                  | Voisenon et l'abbé de La Marre           | Cassanéa de Mondonville          |
| 167 | 1er mars 1753           | Le Devin du village                      | 1 acte                     | Jean-Jacques Rousseau                    | Jean-Jacques Rousseau            |
| 168 | 1er mars 1753           | Le Jaloux corrigé                        | 1 acte                     | Charles Collé                            | Michel Blavet                    |
| 169 | 29 décembre 1754        | Daphnis et Alcimadure                    | pastorale                  | Mondonville et Voisenon                  | Cassanéa de Mondonville          |
| 170 | 30 septembre 1755       | Deucalion et Pyrrha                      | ballet                     | Saint-Foix et Morand                     | Berton et Giraud                 |
| 171 | 28 septembre 1756       | Célime                                   | ballet                     | François de Chennevières                 | Chevalier d'Herbain              |
| 172 | 31 mai 1757             | Les Surprises de l'amour                 | ballet                     | Moncrif et Bernard                       | Jean-Philippe Rameau             |
| 173 | 9 mai 1758              | Les Fêtes de Paphos                      | ballet                     | Collet de Messine, La Bruère et Voisenon | Cassanéa de Mondonville          |
| 174 | 8 août 1758             | Les Fêtes d'Euterpe                      | ballet                     | Danchet, Favart et Moncrif               | Antoine Dauvergne                |
| 175 | 12 février 1760         | Les Paladins                             | comédie-ballet             | Jean-François Duplat de Monticourt       | Jean-Philippe Rameau             |
| 176 | 16 septembre 1760       | Le Prince de Noisy                       | ballet                     | Charles-Antoine Leclerc de La Bruère     | Rebel et Francœur                |
| 177 | 3 avril 1761            | Hercule mourant                          | 5 actes                    | Jean-François Marmontel                  | Antoine Dauvergne                |
| 178 | 1er octobre 1762        | L'Opéra de société                       | comédie-ballet             | Antoine-César Gautier de Montdorge       | François-Joseph Giraud           |
| 179 | 11 janvier 1763         | Polyxène                                 | 5 actes                    | Nicolas-René Joliveau                    | Antoine Dauvergne                |
|     | 10 octobre 1765         | Thétis et Pelée                          | 3 actes                    | Fontenelle                               | Jean-Benjamin de La Borde        |
| 180 | 10 avril 1766           | Aline, reine de Golconde                 | ballet                     | Michel-Jean Sedaine                      | Pierre-Alexandre Monsigny        |
|     | 13 juin 1763            | Ismène et Isménias ou La Fête de Jupiter | 3 actes                    | Pierre Laujon                            | Jean-Benjamin de La Borde        |
| 181 | 30 août 1766            | Les Fêtes lyriques                       | ballet                     | Cahusac, Bonneval et Moncrif             | Rameau, Francœur neveu et Berton |
|     | 14 février 1767         | Pandore                                  | 5 actes                    | Voltaire et Michel Paul Guy de Chabanon  | Jean-Benjamin de La Borde        |
| 182 | 24 novembre 1767        | Ernelinde, princesse de Norvège          | 3 actes                    | Antoine-Alexandre-Henri Poinsinet        | François-André Danican Philidor  |
| 183 | 13 août 1771            | La Cinquantaine                          | pastorale                  | Desfontaines-Lavallée                    | Jean-Benjamin de La Borde        |
|     | 26 novembre 1771        | Amadis de Gaule                          | 5 actes                    | Philippe Quinault                        | Jean-Benjamin de La Borde        |
| 184 | 1er décembre 1772       | Adèle de Ponthieu                        | 3 actes                    | Jean-Paul-André Razins de Saint-Marc     | Berton et Laborde                |
| 185 | 17 novembre 1773        | Isménor                                  | 3 actes                    | Desfontaines-Lavallée                    | Jean-Joseph Rodolphe             |
| 186 | 22 février 1774         | Sabinus                                  | 5 actes                    | Michel Paul Guy de Chabanon              | François-Joseph Gossec           |
| 187 | 19 avril 1774           | Iphigénie en Aulide                      | 3 actes                    | Le Bland Du Roullet                      | Christoph Willibald Gluck        |
| 188 | 2 août 1774             | Orphée et Eurydice                       | 3 actes                    | Pierre-Louis Moline                      | Christoph Willibald Gluck        |
| 189 | 15 novembre 1774        | Azolan ou le Serment indiscret           | ballet                     | Pierre-René Lemonnier                    | Étienne-Joseph Floquet           |
| 190 | 2 mai 1775              | Céphale et Procris                       | ballet                     | Jean-François Marmontel                  | André Grétry                     |
| 191 | 1er août 1775           | Cythère assiégée                         | 3 actes                    | Favart et Moline                         | Christoph Willibald Gluck        |
| 192 | 31 décembre 1775        | Médée et Jason                           | ballet                     | Jean-Georges Noverre                     | Louis Granier                    |
| 193 | 16 avril 1776           | Alceste                                  | 3 actes                    | Le Bland Du Roullet                      | Christoph Willibald Gluck        |
| 194 | 30 septembre 1776       | Les Caprices de Galatée                  | ballet                     | Jean-Georges Noverre                     | Jean-Joseph Rodolphe             |
| 195 | 1er octobre 1776        | Apelles et Campaspe                      | ballet                     | Jean-Georges Noverre                     | Jean-Joseph Rodolphe             |
| 195 | 10 janvier 1777         | Alain et Rosette                         | pastorale                  | Maximilien-Jean Boutillier               | Joseph Pouteau                   |
| 196 | 21 janvier 1777         | Les Horaces                              | ballet                     | Jean-Georges Noverre                     | Joseph Starzer                   |
| 197 | 15 mai 1777             | Fatmé ou le Langage des fleurs           | comédie-ballet             | Jean-Paul-André Razins de Saint-Marc     | Nicolas Dezède                   |
| 198 | 23 septembre 1777       | Armide                                   | 5 actes                    | Philippe Quinault                        | Christoph Willibald Gluck        |
| 199 | 2 décembre 1777         | Myrtil et Lycoris                        | pastorale                  | Boutillier et Boquet de Liancourt        | Léopold-Bastien Desormery        |
| 200 | 27 janvier 1778         | Roland                                   | 3 actes                    | Quinault et Marmontel                    | Niccolò Piccinni                 |
| 201 | 28 avril 1778           | Les Trois Âges de l'opéra                | 1 acte                     | Devismes de Saint-Alphonse               | André Grétry                     |
| 202 | 5 janvier 1779          | Hellé                                    | 3 actes                    | Pierre-René Lemonnier                    | Étienne-Joseph Floquet           |
| 203 | 18 mai 1779             | Iphigénie en Tauride                     | 4 actes                    | Nicolas-François Guillard                | Christoph Willibald Gluck        |
| 204 | 24 septembre 1779       | Écho et Narcisse                         | 3 actes                    | Jean-Baptiste-Louis-Théodore de Tschudi  | Christoph Willibald Gluck        |
| 205 | 14 décembre 1779        | Amadis de Gaule (en)                     | 3 actes                    | Devismes de Saint-Alphonse               | Johann Christian Bach            |
| 206 | 22 février 1780         | Atys                                     | 3 actes                    | Quinault et Marmontel                    | Niccolò Piccinni                 |
| 207 | 6 juin 1780             | Andromaque                               | 3 actes                    | Louis-Guillaume Pitra                    | André Grétry                     |
| 208 | 27 octobre 1780         | Persée                                   | 3 actes                    | Quinault et Marmontel                    | François-André Danican Philidor  |
| 209 | 14 décembre 1780        | Le Seigneur bienfaisant                  | 3 actes                    | Rochon de Chabannes                      | Étienne-Joseph Floquet           |
| 210 | 23 janvier 1781         | Iphigénie en Tauride                     | 4 actes                    | Alphonse du Congé Dubreuil               | Niccolò Piccinni                 |
| 211 |                         |                                          |                            |                                          |                                  |

## Sources
- Antoine de Léris, Dictionnaire portatif des théâtres, Paris, Jombert, 1754 et 2e édition 1763.
- Jean-Marie-Bernard Clément et Joseph de La Porte, Anecdotes dramatiques, Paris, Veuve Duchesne, 1775.
- Nérée Desarbres, Deux siècles à l'Opéra (1669-1868), Paris, Dentu, 1868.
- Paul Lacroix, Bibliothèque dramatique de Monsieur de Soleinne, Paris, Alliance des Arts, t. III, 1844, no 3301.
- Calendrier électronique des spectacles sous l'Ancien Régime.